# Symphytognatha chickeringi
Symphytognatha chickeringi är en spindelart som beskrevs av Forster och Norman I. Platnick 1977. Symphytognatha chickeringi ingår i släktet Symphytognatha och familjen Symphytognathidae.
Artens utbredningsområde är Jamaica. Inga underarter finns listade i Catalogue of Life.